# 岐阜市立加納小学校
岐阜市立加納小学校（ぎふしりつ かのうしょうがっこう）は、岐阜県岐阜市加納西丸町一丁目にある公立小学校。

## 概要
音楽教育の一環として、オペラが行われている。これは、4年生以上の合唱クラブと器楽クラブ、および6年生全員で行うものであり、1964年（昭和39年）から続けられている。毎年6月末に行われる研究会にあわせて上演されている。

## 沿革
- 1872年（明治5年）9月 - 旧加納藩藩校「文武館」が起源である憲章学校と、加納藩内の寺子屋を起源とする曲成義校が開設される。憲章学校は士族、曲成義校は平民が入学したという。
- 1876年（明治9年） - 曲成義校が沓井小学校に改称される。
- 1879年（明治12年） - 憲章学校が加納小学校に改称される。
- 1895年（明治28年） - 沓井小学校と加納小学校が合併し、加納小学校となる。
- 1897年（明治30年）
  - 4月1日 - 稲葉郡東加納町、西加納町、下加納村が合併して加納町となる。
  - 不明 - 加納町立加納尋常高等小学校に改称する。
- 1922年（大正11年） - 長刀堀（旧加納城の堀）プールができる。日本で最初の小学校プールといわれている。
- 1931年（昭和6年） - 加納第二尋常小学校を分離する。
- 1940年（昭和15年） - 稲葉郡加納町が岐阜市に編入される。岐阜市立加納尋常高等小学校に改称される。
- 1941年（昭和16年） - 岐阜市立加納国民学校に改称。校歌が制定される。（作詞：今井艦蔵・作曲：小松耕輔）
- 1947年（昭和22年） - 岐阜市立加納小学校に改称する。
- 1963年（昭和38年） - 現在の校歌が制定される。（作詞：サトウハチロー・作曲：高毛礼誠）
- 1966年（昭和41年） - 現在のプールが完成する。
- 1969年～1974年（昭和41年～49年） -  現在の校舎が完成する。
- 1981年（昭和56年） - 現在の体育館が完成する。
- 1984年（昭和59年） - 校歌碑が建てられる。
- 1995年（平成7年） - 小学校正門[1]が「岐阜の宝100選」に選ばれる。
- 2016年（平成28年） - 岐阜市内最古だった正門が取り壊され、新しい正門に建て替えられる。

## 通学区域
- 荒川町、加納朝日町1-3丁目、加納安良町、加納大石町、加納大手町、加納上本町1-3丁目、加納北広江町、加納清田町、加納沓井町、加納桜道1・2丁目、加納清水町5丁目、加納新町、加納新柳町、加納城南通1・2丁目、加納鷹匠町、加納鉄砲町1-5丁目、加納天神町1-4丁目、加納東陽町、加納徳川町、加納中広江町、加納長刀堀1-4丁目、加納西広江町1・2丁目、加納西丸町1・2丁目、加納二之丸、加納八幡町、加納花ノ木町、加納東広江町、加納東丸町1・2丁目、加納舟田町、加納本町1-4丁目、加納丸之内、加納御車町、加納南広江町、加納柳町、加納矢場町1・2丁目、渋谷町、中洲町、大倉町[2]。

## 進学先中学校
- 岐阜市立加納中学校

## 周辺施設
- 岐阜大学教育学部附属中学校
- 岐阜大学教育学部附属小学校
- 岐阜県立岐阜聾学校
- 加納城址
- 岐阜地方気象台

## 交通アクセス
- 岐阜バス

岐南町線、尾崎団地線、北方河渡線などで行先表示の番号がE16・E17・E18の数字の便）「加納附属小学校前」より徒歩約5分。